# 新倉通蔵
新倉 通蔵（にいくら みちぞう）は、日本の自動車チューナー、実業家。株式会社マインズ創業者、代表取締役。

## 略歴
まだ、自動車エンジンコントロールコンピューターがブラックボックスといわれていた頃、そのロムデーターの完全な解析に成功し、「コンピューターチューン」という言葉を具現化したコンピューターチューニングの第一人者である。
彼の開発する、Mine's VX-ROMは高性能・高信頼の社外チューニングコンピューターとしてのブランドイメージが定着している。

## 人物
「美しくて、速いクルマをつくる」をマインズの哲学としており、外見は控えめに走らせると速い車作りを行っている。